# Station East Didsbury
East Didsbury is een spoorwegstation van National Rail in Manchester in Engeland. Het station is eigendom van Network Rail en wordt beheerd door Northern Rail. 